# U-446
Unterseeboot 446 foi um submarino alemão do Tipo VIIC, pertencente a Kriegsmarine que atuou durante a Segunda Guerra Mundial.
O U-446 esteve em operação no ano de 1942. Foi afundado próximo de Kahlberg, no Golfo de Danzig no dia 12 de setembro de 1942 após colidir contra uma mina, sendo trazido à tona no dia 8 de novembro de 1942.
Foram abertos buracos em seu casco para afundar no dia 3 de maio de 1945 .

## Comandantes
| Comandante                  | Data                                         |
| --------------------------- | -------------------------------------------- |
| Oblt. Hellmuth-Bert Richard | 20 de junho de 1942 - 21 de setembro de 1942 |

## Subordinação
Durante o seu tempo de serviço, esteve subordinado às seguintes flotilhas:
| Período                                      | Flotilha                                |
| -------------------------------------------- | --------------------------------------- |
| 20 de junho de 1942 - 21 de setembro de 1942 | 8. Unterseebootsflottille (treinamento) |

## Coordenadas
1. ↑  em posição 59° 19' N 10° 10' E